# (4727) Ravel
(4727) Ravel es un asteroide perteneciente al cinturón de asteroides, descubierto el 24 de octubre de 1979 por Freimut Börngen desde el Observatorio Karl Schwarzschild, en Tautenburg, Alemania.

## Designación y nombre
Designado provisionalmente como 1979 UD1. Fue nombrado Ravel en honor al compositor francés Maurice Ravel, un representante importante del impresionismo musical. Su preferencia por la música española se manifiesta en sus obras "Rhapsodie espagnole" y "Bolero".

## Características orbitales
Ravel está situado a una distancia media del Sol de 2,901 ua, pudiendo alejarse hasta 3,164 ua y acercarse hasta 2,638 ua. Su excentricidad es 0,090 y la inclinación orbital 3,199 grados. Emplea 1805 días en completar una órbita alrededor del Sol.

## Características físicas
La magnitud absoluta de Ravel es 12,8. Tiene 7,216 km de diámetro y su albedo se estima en 0,257.